# تپه سویخ بولاغ (۲)
تپه سویخ بولاغ (۲) مربوط به دوران‌های تاریخی پس از اسلام است و در شهرستان قزوین، بخش کوهین، روستای یله‌گنبد واقع شده و این اثر در تاریخ ۲۵ اسفند ۱۳۸۰ با شمارهٔ ثبت ۵۶۰۲ به‌عنوان یکی از آثار ملی ایران به ثبت رسیده است.